# Choisy-le-Roi
Choisy-le-Roi är en kommun i departementet Val-de-Marne i regionen Île-de-France i norra Frankrike sydöst om Paris. Kommunen ligger i kantonen Choisy-le-Roi som tillhör arrondissementet Créteil. År 2022 hade Choisy-le-Roi 46 122 invånare.

## Befolkningsutveckling
Antalet invånare i kommunen Choisy-le-Roi
| Referens: INSEE |